# ذى العين (ردفان)

تعديل مصدري - تعديل

ذى العين هي إحدى قرى عزلة الحبيلين بمديرية ردفان التابعة لمحافظة لحج، بلغ تعداد سكانها 133 نسمة حسب تعداد اليمن لعام 2004.